# Rodrigueskwak
De Rodrigueskwak (Nycticorax megacephalus) is een uitgestorven vogel uit de reigerfamilie.

## Verspreiding en leefgebied
De soort kwam voor op Rodrigues.